# Бензобарбітал
Бензобарбітал (англ. Benzobarbital, лат. Benzobarbitalum) — синтетичний лікарський засіб, що належить до групи барбітуратів, та застосовується як протисудомний засіб. Бензобарбітал застосовується перорально. Бензобарбітал синтезований у колишньому СРСР, і застосовується у клінічній практиці з 60-х років ХХ століття.

## Фармакологічні властивості
Бензобарбітал — синтетичний лікарський засіб, що належить до групи барбітуратів. Механізм дії препарату полягає у стимулюванні гальмівних ГАМК-рецепторів у центральній нервовій системі, переважно в таламусі та висхідній активуючій ретикулярній формації, наслідком чого є зниження проникності мембран нервових волокон для іонів натрію, що призводить до гальмування розповсюдження імпульсів з епілептичного вогнища. Бензобарбітал має протисудомну дію, та практично не має снодійної дії, а також є вираженим індуктором системи цитохрому Р-450 у печінці. Препарат застосовується при епілепсії різного походження, переважно при судомних, безсудомних і поліморфних формах.

### Фармакокінетика
Бензобарбітал при прийомі всередину швидко всмоктується в шлунку, початок дії препарату розпочинається вже за 20—60 хвилин. В організмі бензобарбітал швидко метаболізується до свого активного метаболіту фенобарбітала, який також є лікарським препаратом. Бензобарбітал погано зв'язується з білками плазми крові. Препарат добре проникає через гематоенцефалічний бар'єр, через плацентарний бар'єр та виділяється в грудне молоко. Виводиться препарат із організму переважно із сечею у вигляді метаболітів, частково у незміненому вигляді. Період напіввиведення бензобарбіталу складає 3—4 доби, цей час може збільшуватися при порушеннях функції печінки або нирок.

## Показання до застосування
Бензобарбітал застосовується при епілепсії різного генезу, у тому чилі для лікування судомних форм, а також у комплексному лікуванні безсудомних і поліморфних форм епілепсії.

## Побічна дія
При застосуванні бензобарбіталу найчастішими побічними ефектами є:
- Алергічні реакції та з боку шкірних покривів — шкірний висип, бронхоспазм.
- З боку травної системи — діарея, запор.
- З боку нервової системи — зниження апетиту, м'язова слабість, сонливість, загальмованість, атаксія, головний біль.
- З боку серцево-судинної системи — артеріальна гіпотензія, тромбофлебіт.
- Зміни в лабораторних аналізах — тромбоцитопенія, анемія.
- Інші побічні ефекти — синдром відміни.

При передозуванні бензобарбіталу відмічається різка загальмованість, сплутаність свідомості, виражена сонливість, головний біль, ністагм, апное, пригнічення серцевої діяльності — гіпотонія, брадикардія або тахікардія, порушення координації рухів, порушення функції нирок, геморагії на шкірі, набряк легень, пригнічення дихання, порушення свідомості з переходом у кому та летальний кінець.

## Протипокази
Бензобарбітал протипоказаний при підвищеній чутливості до препарату або до інших похідних барбітуратів, важких порушеннях функції печінки або нирок, важкій серцевій недостатності, анемії, бронхіальній астмі, дихальній недостатності, алкоголізмі, наркоманії, вираженій міастенії, порфірії, цукровому діабеті, гіпертиреозі, недостатності надниркових залоз, гіперкінезах, депресивних станах, вагітності та годуванні грудьми, дітям у віці до 3 років.

## Форми випуску
Бензобарбітал випускається у вигляді таблеток по 0,05 та 0,1 г.